# Ringer-Europameisterschaften 1921
Die Ringer-Europameisterschaften 1921 fanden vom 11. bis zum 13. Juni 1921 in Offenbach am Main statt und wurden lediglich im griechisch-römischen Ringen ausgetragen. Es nahmen ausschließlich deutsche Sportler an den Wettbewerben teil.

## Resultate
Zur Austragung kamen fünf Gewichtsklassen.
| Gewichtsklasse               | Gold            | Silber           | Bronze           |
| ---------------------------- | --------------- | ---------------- | ---------------- |
| Federgewicht (bis 60 kg)     | Georg Andersen  | Hermann Brodbeck | Georg Gerstacker |
| Leichtgewicht (bis 67,5 kg)  | Fritz Eichblatt | Heinrich Stiefel | Otto Ulrich      |
| Weltergewicht (bis 75 kg)    | Heinrich Ketzer | Philipp Heß      | August Sittig    |
| Mittelgewicht (bis 82,5 kg)  | Wilhelm Knöpfle | Fritz Kärcher    | Max Dreifuss     |
| Schwergewicht (über 82,5 kg) | Karl Döppel     | Adolf Kurz       | Hans Köstner     |

## Medaillenspiegel
| Platz | Land            | Gold | Silber | Bronze | Gesamt |
| ----- | --------------- | ---- | ------ | ------ | ------ |
| 1.    | Deutsches Reich | 5    | 5      | 5      | 15     |